# Hearthstone siamo gli Eroi
Hearthstone siamo gli Eroi è il diciannovesimo singolo del cantante e musicista Giorgio Vanni, pubblicato il 16 gennaio 2021.

## Descrizione
Hearthstone siamo gli Eroi è una canzone commissionata alla Lova Music dallo streamer Poly, uno dei content creator italiani più importanti della saga omonima e, dalla agenzia eVox come sigla per i concorrenti del "Poly Hearthstone Quiz Show". 
Si tratta di una canzone incisa per Reno, Brann, Pinnus ed Elise, i quattro esploratori che devono trovare il tesoro della Scimmia Dorata ne "La Lega degli Esploratori". Questa è una espansione di Hearthstone, videogioco di carte della Blizzard, spin-off della famosa saga di Warcraft.
La canzone è uscita in anteprima durante la live streaming del 15 gennaio 2021 dello streamer.

## Tracce
Download digitale
Testi di Daniele Cuccione, Max Longhi e Giorgio Vanni, musiche di Max Longhi e Giorgio Vanni; edizioni musicali Lova Music S.r.l. sotto licenza Pirames International S.r.l..
1. Giorgio Vanni – Hearthstone siamo gli Eroi – 2:55

## Produzione e formazione
- Giorgio Vanni – voce solista, chitarra elettrica[2] e produzione al Lova Music (Studio Milano)
- Daniel Tek Cuccione – basso[2], produzione e arrangiamento al Lova Music (Studio Milano)
- Max Longhi – pianoforte[2], produzione e arrangiamento al Lova Music (Studio Milano)